# Kelsea Ballerini

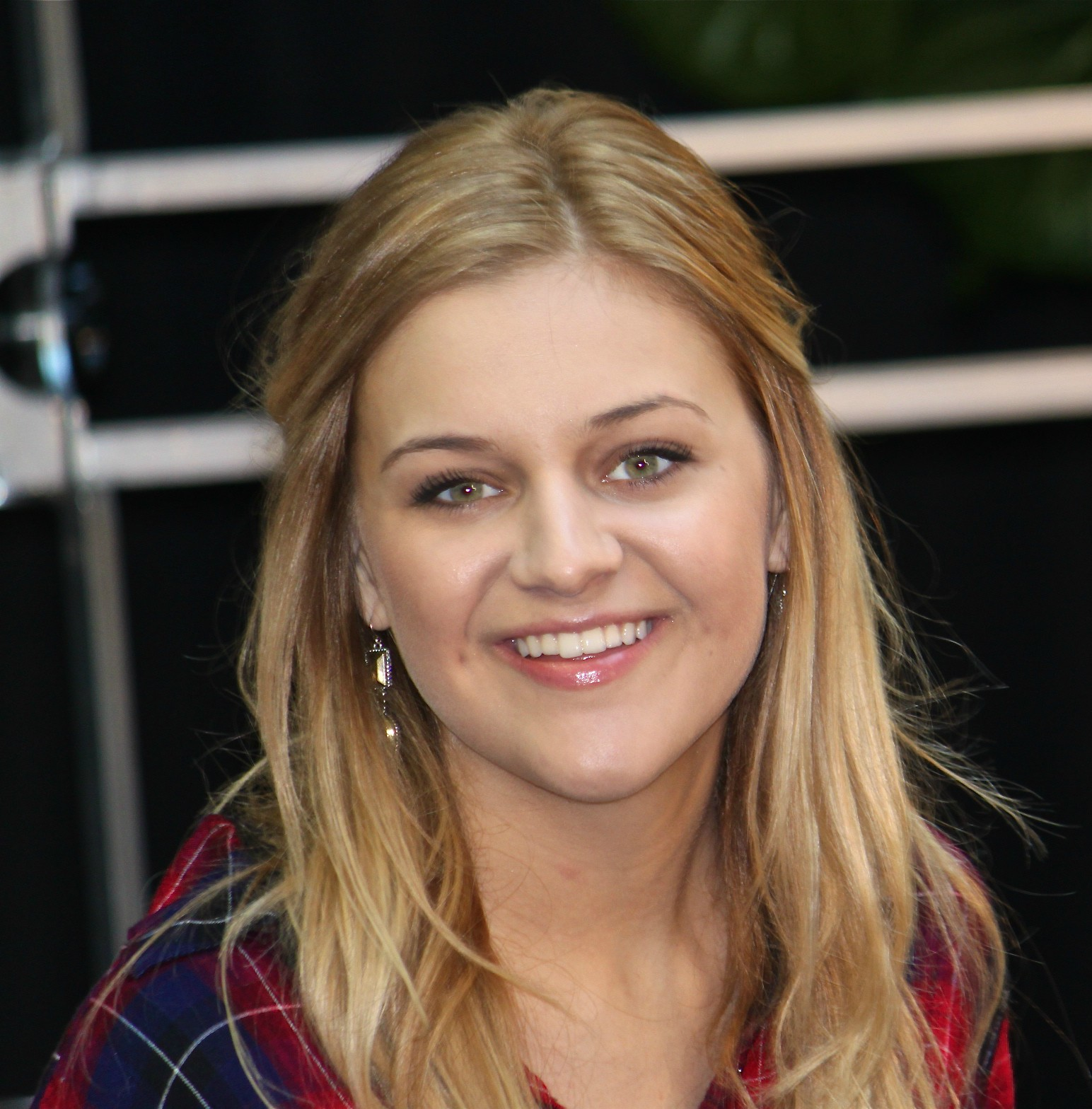
Kelsea Ballerini (2014)

Kelsea Nicole Ballerini (* 12. September 1993 in Knoxville, Tennessee) ist eine US-amerikanische Country-Pop-Sängerin.

## Karriere

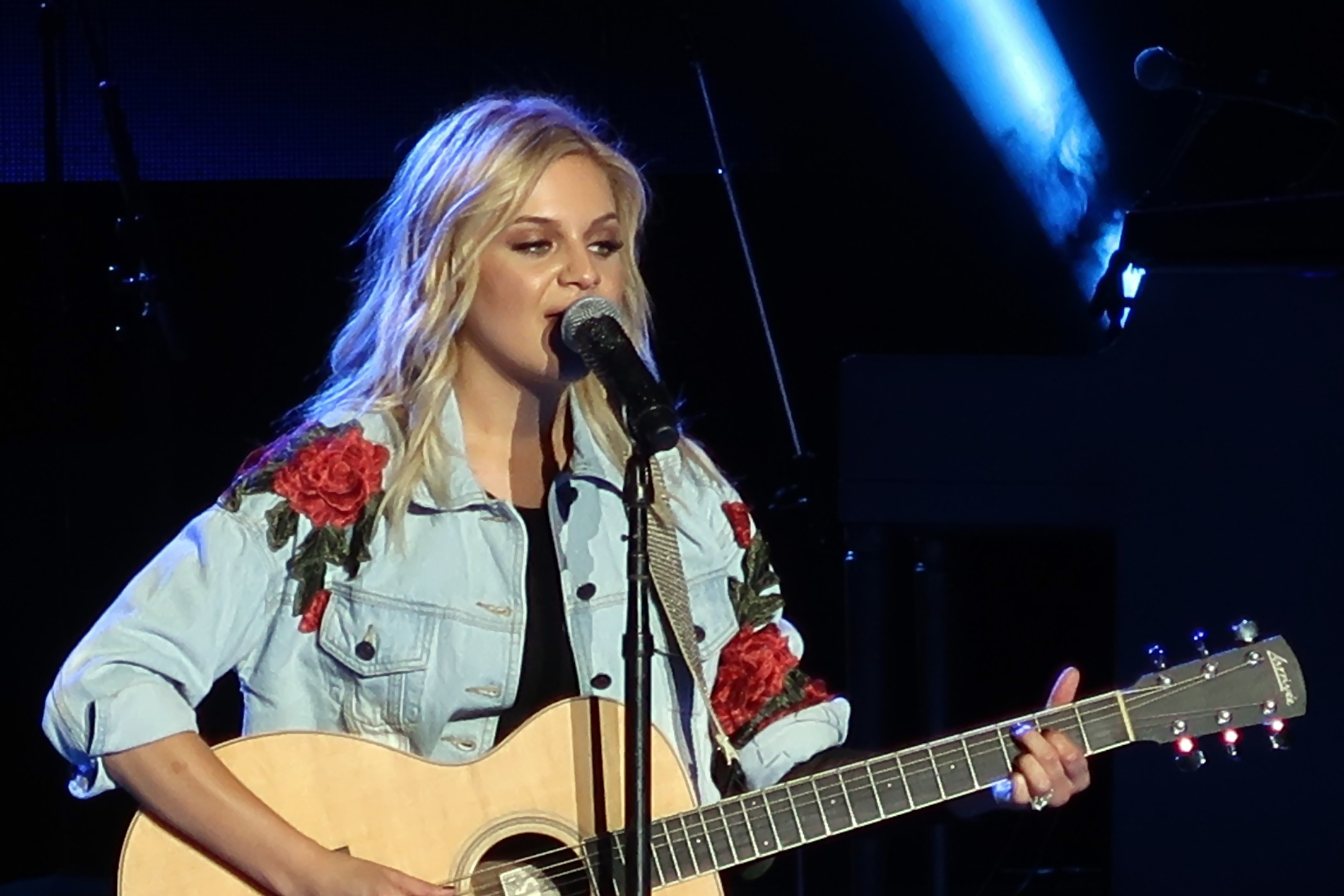
Kelsea Ballerini (2017)

Bereits als Teenager ging Kelsea Ballerini nach Nashville, um als Sängerin Karriere zu machen. Es dauerte vier Jahre, bis sie in Black River Entertainment ein Label für ihre Veröffentlichungen fand. Ihre erste Single Love Me Like You Mean It erschien 2014 und entwickelte sich zu einem großen Hit. Bei den Country-Sendern wurde es zum meistgespielten Lied, in den US-Country-Charts stieg es bis auf Platz 5 und auch in den Pop-Singlecharts war es erfolgreich. Es wurde schließlich mit Platin ausgezeichnet.
Noch im selben Jahr erschien eine EP und ein halbes Jahr später das Debütalbum The First Time. Als Höchstplatzierung in den Country-Charts erreichte es Platz 4, hielt sich über eineinhalb Jahre in den Charts und erreichte Goldstatus. Mit Dibs und Peter Pan brachte es zudem zwei Singles hervor, die beide ebenfalls Radiohits wurden. Beide erreichten Platinstatus und Peter Pan war zudem ein Nummer-eins-Hit in den Country-Charts. 2015 und 2016 wurde Ballerini bei den CMA Awards als beste Sängerin und in der Newcomer-Kategorie nominiert. Bei den ACM Awards gewann sie 2016 als Newcomerin. Auch bei den Grammy Awards war sie eine der fünf Nominierten bei den Newcomern.
Am 3. November 2017 erschien ihr zweites Album Unapologetically. Es erreichte zwar Platz 7 der offiziellen Albumcharts, war aber nicht mehr so erfolgreich wie der Vorgänger. Mit Yeah Boy, Legends und I Hate Love Songs enthielt es drei Goldsingles. Erstmals platzierte sie sich mit dem Album aber auch in Europa in den britischen Charts. Im Jahr darauf war sie dann Sängerin bei This Feeling von den Chainsmokers und kam so auch in anderen europäischen Ländern wie Österreich und der Schweiz in die Charts. Am 16. April 2019 wurde sie in die Grand Ole Opry aufgenommen.

## Diskografie

### Studioalben
| Jahr | Titel Musiklabel                            | Höchstplatzierung, Gesamtwochen, AuszeichnungChartplatzierungen (Jahr, Titel, Musiklabel, Platzierungen, Wochen, Auszeichnungen, Anmerkungen) | Höchstplatzierung, Gesamtwochen, AuszeichnungChartplatzierungen (Jahr, Titel, Musiklabel, Platzierungen, Wochen, Auszeichnungen, Anmerkungen) | Höchstplatzierung, Gesamtwochen, AuszeichnungChartplatzierungen (Jahr, Titel, Musiklabel, Platzierungen, Wochen, Auszeichnungen, Anmerkungen) | Anmerkungen                              |
| Jahr | Titel Musiklabel                            | UK | US | Country | Anmerkungen                              |
| ---- | ------------------------------------------- | --- | --- | --- | ---------------------------------------- |
| 2015 | The First Time Black River Entertainment    | — | US31 Platin · (100 Wo.)US | Country4 (123 Wo.)Country | Erstveröffentlichung: 19. Mai 2015       |
| 2017 | Unapologetically Black River Entertainment  | UK50 (1 Wo.)UK | US7 Gold · (20 Wo.)US | Country3 (80 Wo.)Country | Erstveröffentlichung: 3. November 2017   |
| 2020 | Kelsea Black River Entertainment            | UK84 (1 Wo.)UK | US12 Gold · (12 Wo.)US | Country2 (47 Wo.)Country | Erstveröffentlichung: 20. März 2020      |
| 2020 | Ballerini Black River Entertainment         | — | US89 (1 Wo.)US | Country9 (10 Wo.)Country | Erstveröffentlichung: 11. September 2020 |
| 2022 | Subject to Change Black River Entertainment | — | US18 (2 Wo.)US | Country3 (5 Wo.)Country | Erstveröffentlichung: 23. September 2022 |
| 2024 | Patterns Black River Entertainment          | — | US4 (6 Wo.)US | Country1 (17 Wo.)Country | Erstveröffentlichung: 25. Oktober 2024   |

### EPs
| Jahr | Titel Musiklabel                                     | Höchstplatzierung, Gesamtwochen, AuszeichnungChartplatzierungen (Jahr, Titel, Musiklabel, Platzierungen, Wochen, Auszeichnungen, Anmerkungen) | Höchstplatzierung, Gesamtwochen, AuszeichnungChartplatzierungen (Jahr, Titel, Musiklabel, Platzierungen, Wochen, Auszeichnungen, Anmerkungen) | Anmerkungen                             |
| Jahr | Titel Musiklabel                                     | US | Country | Anmerkungen                             |
| ---- | ---------------------------------------------------- | --- | --- | --------------------------------------- |
| 2014 | Kelsea Ballerini Black River Entertainment           | — | Country40 (5 Wo.)Country | Erstveröffentlichung: 24. November 2014 |
| 2023 | Rolling Up the Welcome Mat Black River Entertainment | US186 (6 Wo.)US | Country11 (15 Wo.)Country | Erstveröffentlichung: 14. Februar 2023  |

### Singles als Leadmusikerin
| Jahr | Titel Album                                           | Höchstplatzierung, Gesamtwochen, AuszeichnungChartplatzierungen (Jahr, Titel, Album, Platzierungen, Wochen, Auszeichnungen, Anmerkungen) | Höchstplatzierung, Gesamtwochen, AuszeichnungChartplatzierungen (Jahr, Titel, Album, Platzierungen, Wochen, Auszeichnungen, Anmerkungen) | Höchstplatzierung, Gesamtwochen, AuszeichnungChartplatzierungen (Jahr, Titel, Album, Platzierungen, Wochen, Auszeichnungen, Anmerkungen) | Anmerkungen                                                                                   |
| Jahr | Titel Album                                           | UK | US | Country | Anmerkungen                                                                                   |
| --- | ----------------------------------------------------- | --- | --- | --- | --------------------------------------------------------------------------------------------- |
| 2014 | Love Me Like You Mean It The First Time               | — | US45 Platin · (18 Wo.)US | Country5 (32 Wo.)Country | Erstveröffentlichung: 8. Juli 2014 Autoren: L. Carpenter, F. Whitehead, J. Kerr, K. Ballerini |
| 2015 | Dibs The First Time                                   | — | US58 Platin · (17 Wo.)US | Country7 (28 Wo.)Country | Erstveröffentlichung: 20. Juli 2015 Autoren: R. Griffin, J. Duke, K. Ballerini, J. Kerr       |
| 2016 | Peter Pan The First Time                              | — | US35 Platin · (20 Wo.)US | Country1 (27 Wo.)Country | Erstveröffentlichung: 21. März 2016 Autoren: J. Lee, K. Ballerini, F. Whitehead               |
| 2016 | Yeah Boy The First Time                               | — | US65 Platin · (13 Wo.)US | Country9 (31 Wo.)Country | Erstveröffentlichung: 10. Oktober 2016 Autoren: K. Ballerini, F. Whitehead, K. Timmer         |
| 2017 | Legends Unapologetically                              | — | US68 Gold · (12 Wo.)US | Country10 (37 Wo.)Country | Erstveröffentlichung: 7. Juni 2017 Autoren: H. Lindsey, F. Whitehead, K. Ballerini            |
| 2018 | I Hate Love Songs Unapologetically                    | — | US— GoldUS | Country28 (25 Wo.)Country | Erstveröffentlichung: 12. März 2018 Autoren: T. Rosen, S. McAnally, K. Ballerini              |
| 2018 | Miss Me More Unapologetically                         | — | US47 ×2Doppelplatin · (20 Wo.)US | Country7 (33 Wo.)Country | Erstveröffentlichung: 15. Oktober 2018 Autoren: B. McLaughlin, D. Hodges, K. Ballerini        |
| 2019 | Homecoming Queen? Kelsea                              | — | US65 Platin · (13 Wo.)US | Country14 (29 Wo.)Country | Erstveröffentlichung: 6. September 2019                                                       |
| 2019 | Better Luck Next Time Kelsea                          | — | US— GoldUS | — | Erstveröffentlichung: 2019                                                                    |
| 2020 | The Other Girl Kelsea                                 | — | US95 Gold · (1 Wo.)US | Country19 (20 Wo.)Country | Erstveröffentlichung: 20. April 2020 mit Halsey                                               |
| 2020 | Hole In the Bottle Kelsea                             | — | US39 Platin · (20 Wo.)US | Country6 (36 Wo.)Country | Erstveröffentlichung: 27. Mai 2020                                                            |
| 2021 | Half of My Hometown Kelsea                            | — | US53 Platin · (20 Wo.)US | Country11 (46 Wo.)Country | Erstveröffentlichung: 19. April 2021 feat. Kenny Chesney                                      |
| 2021 | I Quit Drinking –                                     | — | US— GoldUS | Country30 (19 Wo.)Country | Erstveröffentlichung: 9. Juni 2021 mit Lany                                                   |
| 2022 | Heartfirst Subject to Change                          | — | US— GoldUS | Country25 (28 Wo.)Country | Erstveröffentlichung: 8. April 2022                                                           |
| 2022 | If You Go Down (I’m Going Down Too) Subject to Change | — | US— GoldUS | Country32 (24 Wo.)Country | Erstveröffentlichung: 5. Dezember 2022                                                        |
| 2024 | Cowboys Cry Too Patterns                              | UK84 (2 Wo.)UK | US50 Gold · (3 Wo.)US | Country16 (35 Wo.)Country | Erstveröffentlichung: 28. Juni 2024 feat. Noah Kahan                                          |
| Folgende Lieder erschienen nicht als Single, wurden aber durch das Album zum Download und Streaming bereitgestellt und konnten somit eine Platzierung erlangen: |                                                       | | | |                                                                                               |
| |                                                       | | | |                                                                                               |
| 2017 | Unapologetically                                      | — | — | Country32 (1 Wo.)Country | Autoren: H. Lindsey, K. Ballerini, F. Whitehead                                               |
| 2017 | High School Unapologetically                          | — | — | Country28 (1 Wo.)Country | Autorin: K. Ballerini                                                                         |
| 2023 | Mountain With a View Rolling Up the Welcome Mat       | — | US— GoldUS | Country27 (2 Wo.)Country |                                                                                               |
| 2023 | Blindsided Rolling Up the Welcome Mat                 | — | US— GoldUS | Country34 (3 Wo.)Country |                                                                                               |
| 2023 | Penthouse Rolling Up the Welcome Mat                  | — | US— GoldUS | Country50 (2 Wo.)Country |                                                                                               |
| 2024 | Baggage Patterns                                      | — | US— GoldUS | Country42 (12 Wo.)Country |                                                                                               |

### Singles als Gastmusikerin
| Jahr | Titel Album              | Höchstplatzierung, Gesamtwochen, AuszeichnungChartplatzierungen (Jahr, Titel, Album, Platzierungen, Wochen, Auszeichnungen, Anmerkungen) | Höchstplatzierung, Gesamtwochen, AuszeichnungChartplatzierungen (Jahr, Titel, Album, Platzierungen, Wochen, Auszeichnungen, Anmerkungen) | Höchstplatzierung, Gesamtwochen, AuszeichnungChartplatzierungen (Jahr, Titel, Album, Platzierungen, Wochen, Auszeichnungen, Anmerkungen) | Höchstplatzierung, Gesamtwochen, AuszeichnungChartplatzierungen (Jahr, Titel, Album, Platzierungen, Wochen, Auszeichnungen, Anmerkungen) | Höchstplatzierung, Gesamtwochen, AuszeichnungChartplatzierungen (Jahr, Titel, Album, Platzierungen, Wochen, Auszeichnungen, Anmerkungen) | Anmerkungen |
| Jahr | Titel Album              | AT | CH | UK | US | Country | Anmerkungen |
| ---- | ------------------------ | --- | --- | --- | --- | --- | --- |
| 2015 | Love Song to the Earth – | — | — | — | — | — | Erstveröffentlichung: 11. September 2015 Verkäufe: + 11.000; als Teil von Friends of the Earth Autoren: N. Bedingfield, T. Gad, S. Paul, J. Shanks |
| 2018 | This Feeling Sick Boy    | AT50 (7 Wo.)AT | CH88 (3 Wo.)CH | UK63 Silber · (7 Wo.)UK | US50 Gold · (20 Wo.)US | — | Erstveröffentlichung: 18. September 2018 The Chainsmokers feat. Kelsea Ballerini Autoren: E. Warren, A. Pall, A. Taggart                           |
| 2019 | Center Point Road        | — | — | — | — | Country31 (2 Wo.)Country | Erstveröffentlichung: 24. Mai 2019 Thomas Rhett feat. Kelsea Ballerini Autoren: T. Rhett, A. Wadge, J. Frasure, C. Wilson                          |

## Auszeichnungen für Musikverkäufe
| Goldene Schallplatte - Kanada - 2022: für das Album Kelsea - 2022: für das Album The First Time - 2022: für das Album Ballerini - 2022: für die Single Dibs - 2022: für die Single Legends - 2022: für die Single The Other Girl - 2022: für die Single Better Luck Next Time - 2022: für die Single Half of My Hometown - 2024: für die Single Cowboys Cry Too - Mexiko - 2020: für die Single This Feeling - Polen - 2019: für die Single This Feeling Platin-Schallplatte - Kanada - 2022: für das Album Unapologetically - 2022: für die Single Love Me Like You Mean It - 2022: für die Single I Hate Love Songs - 2022: für die Single Peter Pan - 2022: für die Single Homecoming Queen? - 2022: für die Single Yeah Boy - 2024: für die Single If You Go Down (I’m Going Down Too) - 2024: für die Single I Quit Drinking | 2× Platin-Schallplatte - Australien - 2019: für die Single This Feeling - Brasilien - 2023: für die Single This Feeling - Kanada - 2022: für die Single Miss Me More - 2022: für die Single Hole In the Bottle - Neuseeland - 2023: für die Single This Feeling - Kanada - 2019: für die Single This Feeling |

Anmerkung: Auszeichnungen in Ländern aus den Charttabellen bzw. Chartboxen sind in ebendiesen zu finden.
| Land/RegionAuszeichnungen für Musikverkäufe (Land/Region, Auszeichnungen, Verkäufe, Quellen) | Silber  | Gold       | Platin       | Verkäufe   | Quellen             |
| -------------------------------------------------------------------------------------------- | ------- | ---------- | ------------ | ---------- | ------------------- |
| Australien (ARIA)                                                                            | —       | —          | 2× Platin2   | 140.000    | aria.com.au         |
| Brasilien (PMB)                                                                              | —       | —          | 2× Platin2   | 80.000     | pro-musicabr.org.br |
| Kanada (MC)                                                                                  | —       | 9× Gold9   | 15× Platin15 | 1.560.000  | musiccanada.com     |
| Mexiko (AMPROFON)                                                                            | —       | Gold1      | —            | 30.000     | amprofon.com.mx     |
| Neuseeland (RMNZ)                                                                            | —       | —          | 2× Platin2   | 60.000     | radioscope.co.nz    |
| Polen (ZPAV)                                                                                 | —       | Gold1      | —            | 10.000     | olis.pl             |
| Vereinigte Staaten (RIAA)                                                                    | —       | 15× Gold15 | 10× Platin10 | 17.500.000 | riaa.com            |
| Vereinigtes Königreich (BPI)                                                                 | Silber1 | —          | —            | 200.000    | bpi.co.uk           |
| Insgesamt                                                                                    | Silber1 | 26× Gold26 | 31× Platin31 |            |                     |

## Privates
Seit Januar 2023 ist sie mit dem Schauspieler Chase Stokes liiert.